# Louise Beveridge
Louise Beveridge est une dirigeante d’entreprise irlando-française experte dans le domaine de la communication.
Elle a occupé des fonctions importantes dans de nombreuses grandes entreprises en France et au Royaume-Uni avant de fonder sa propre entreprise, Juste-Maison de talents. Elle a forgé son image autour de la notion du rebranding et en affichant des engagements durables en faveur de l’égalité des chances et de la parité.

## Biographie
Louise Beveridge est diplômée de l’Université de Sussex (Royaume-Uni) et de Sciences Po Paris. Pendant plus de 30 ans, elle évolue dans les métiers de la communication au sein de grands groupes familiaux ou cotés au Royaume-Uni et en France. Elle travaille notamment pour le secteur bancaire – Société Générale, BNP Paribas – pour l’industrie du papier – Antalis – ainsi que dans le luxe chez Kering.
C’est en tant que Directrice de la communication et membre du comité exécutif du groupe Pinault-Printemps-Redoute (PPR) qu’elle est chargée de définir la nouvelle image de la holding, qui devient Kering et se réoriente autour du luxe et du sport. A ce poste, elle se voit élue « Personnalité communicante » de l’année 2014 en France par l’association Com-Ent,.
À partir de 2016, elle se met à son compte sur des fonctions de management de transition auprès d’entreprises variées.
En 2020, elle co-fonde avec Benoît Cornu l’entreprise Juste-Maison de talents, pour développer le management de transition (mission courtes pour des profils seniors indépendants) dans les secteurs de la communication et de la responsabilité sociétale des entreprises.
Louise Beveridge enseigne depuis plusieurs années à Sciences Po Paris, dans le Master Communication, médias et industries créatives, dont elle est également la Présidente d’honneur.

## Autres engagements
Louise Beveridge est à l’origine de plusieurs initiatives en faveur de l’égalité des chances et de la parité.
Elle a ainsi créé en 2010 le réseau « MixCity » qui regroupe les femmes dirigeantes de BNP Paribas ainsi que le réseau « Financi’elles » pour les femmes cadres du secteur de la banque et de l’assurance.
En 2015, elle fonde le programme « Women in Motion » au Festival de Cannes, avec le soutien de Kering. Ce programme vise à accroître la visibilité des réalisatrices de cinéma et à fédérer leurs voix. Le programme s’est ensuite élargi en 2019 aux femmes photographes dans le cadre des Rencontres d’Arles,.
En 2016, elle lance la campagne « No More Clichés » pour interroger le regard du secteur de la communication sur les femmes. Louise Beveridge reçoit à cette occasion le soutien du Gouvernement français et en particulier de Pascale Boistard, secrétaire d'État chargée des Droits des femmes,.
Cinéphile, elle est par ailleurs vice-présidente du conseil d’administration du festival de films de court-métrage Côté Court, auprès d’Éric Garandeau et d’Anne Bennet.